# ORP Gdańsk (1964)
ORP „Gdańsk” – okręt polskiej Marynarki Wojennej, kuter rakietowy radzieckiego projektu 205 (według nomenklatury NATO: typ Osa I). Był drugim okrętem noszącym imię ORP „Gdańsk”.

## Historia
Został zbudowany w Stoczni Rzecznej w Rybińsku na terenie byłego Związku Socjalistycznych Republik Radzieckich. Był drugim z trzynastu okrętów tego typu w Polsce. Do służby w 3 dywizjonie kutrów torpedowych 3 Brygady Kutrów Torpedowych w Gdyni wszedł 9 września 1964 roku. Od 1971 roku znajdował się w składzie 2 dywizjonu Kutrów Rakietowo-Torpedowych 3 Flotylli Okrętów w Gdyni. W dniach 4–26 maja 1983 roku okręt wziął udział w wielkich ćwiczeniach sił Marynarki Wojennej o kryptonimie Reda-83. Został skreślony z listy floty 28 lutego 1989 roku. Miał stały numer burtowy 422, a imię nosił od miasta Gdańska.
Dowódcą okrętu był m.in. por. mar. Zbigniew Badeński.
Do 1978 roku obok stałego niejawnego numeru burtowego, okręt nosił zmienne lub fałszywe numery w celu maskowania, m.in. w 1965 roku prawdopodobnie: 043, na początku lat 70. prawdopodobnie: 146, a na potrzeby sesji fotograficznej: 164, a w 1976 roku: 102.

## Dane taktyczno-techniczne
- Wyporność standardowa: 171 t
- Długość: 38,5 m
- Szerokość: 7,6 m
- Prędkość maksymalna: 40 w
- Zasięg: 800 Mm
- Autonomiczność: 5 dób
- Wielkość załogi: 30 osób

## Uzbrojenie
- 4x1 wyrzutnie przeciwokrętowych kierowanych pocisków rakietowych P-15 Termit (według nomenklatury NATO: SS-N-2A Styx)
- nie posiadał  wyrzutni strzała
- 2x2 armaty morskie kalibru 30 mm AK-230